# Imbolc
Imbolc és un dels quatre principals festivals del calendari cèltic, associat amb el ritual de la «Fertilitat», També com el dia de Santa Brígida, i en temps més recents ha estat celebrat com el festival del foc, un dels vuit dies festius (quatre solars i quatre lunars) o sabats de la Roda de l'any neopagà. A Escòcia el festival és també conegut com a Latha Fhèill Brìghde, a Irlanda com Lá Fhéile Bríde i a Gal·les com Gwyl Ffraed.
L'Imbolc s'associa convencionalment amb l'1 de febrer encara que el festival cèltic comença el 31 de gener. En temps recents l'ocasió ha estat generalment celebrada pels pagans moderns l'1 o el 2 de febrer. Alguns neopagans relacionen aquesta celebració amb el punt mitjà entre el solstici d'hivern i l'equinocci de primavera que actualment se celebra el 4 i el 5 de febrer.

## Origen cèltic

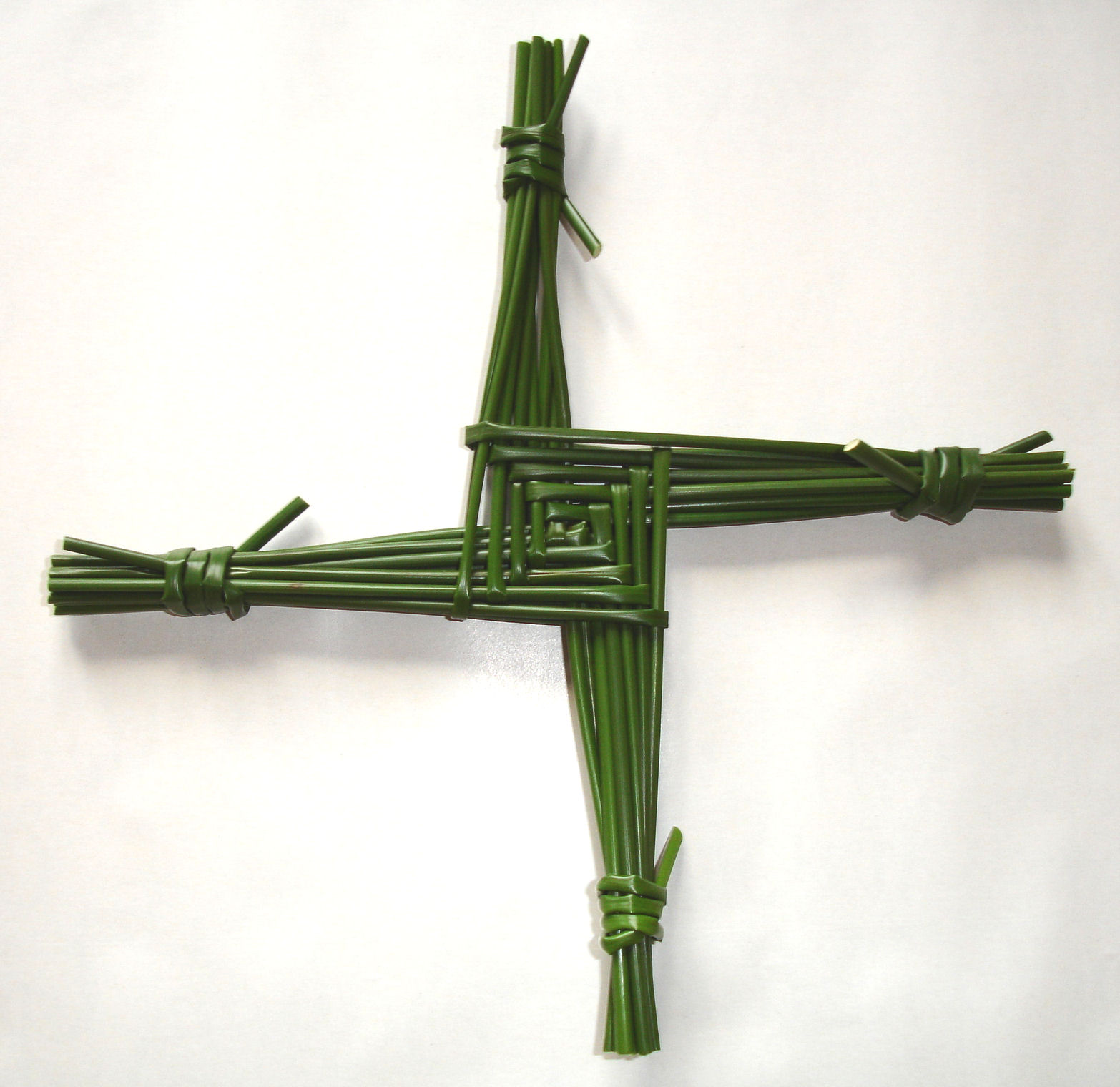
Creu de Brígida d'Irlanda, feta amb joncs del comtat de Down

L'evidència que l'Imbolc se celebrava es deriva de les col·leccions de folklore fetes durant el segle xix i principis del segle XX a Irlanda i Escòcia, a més d'estudis comparatius de costums similars a Escandinàvia. Com altres festivals del calendari cèltic en la tradició irlandesa, l'Imbolc se celebrava l'1 de febrer la qual cosa marcava el començament del dia d'acord amb els costums cèltics.
El festival s'associa amb l'arribada del període de lactància de les ovelles, preparades a donar a llum a la primavera. Això pot variar fins a dues setmanes abans o després del començament de febrer.
El nom en el llengua irlandesa significa «en el ventre» (i mbolg), referint-se a la gestació de les ovelles, i és també un terme cèltic per a primavera. Un altre nom és Oimelc, que significa «llet d'ovella»; significa també Brígida que es refereix a la deessa cèltica de la metal·lúrgia a l'honor de la qual el dia és sagrat.
La festivitat és una festa de llum, reflectint els dies cada vegada més llargs i l'esperança de la primavera. Tradicionalment s'il·luminen fanals en els fronts de les cases per uns quants minuts, i en els rituals sovint s'usen moltes veladoras.

## Neopaganisme
Santa Brígida és la segona patrona d'Irlanda i el seu dia és el primer dia de primavera, La Feabhra. Els neopagans de diferents tradicions observen aquesta festivitat de diverses maneres. Tals formes de neopaganisme poden ser completament diferents i tenir diversos orígens, les seves representacions de l'Imbolc poden variar considerablement malgrat el nom similar. Alguns ho celebren d'una forma ho més propera possible als antics cèltics i cultures cèltiques modernes mantenen les tradicions.
A èpoques més recents l'Imbolc és generalment celebrat pels moderns pagans l'1 o 2 de febrer. Aquesta festivitat pot celebrar-se durant la Lluna plena prop del punt mitjà entre el solstici d'hivern i l'equinoccio de primavera, o quan les flors primaverales brollen a través de la neu.

## Reconstruccionisme cèltic
Com altres tradicions reconstruccionistes, els pagans reconstruccionistes cèltics posen èmfasis en la precisió històrica. Ells basen les seves celebracions i rituals en la tradició de les cultures cèltiques d'avui, així com a la investigació de les antigues creences politeistes cèltiques. Usualment celebren el festival quan se senten els primers indicis de la primavera o en la Lluna plena propera a aquest temps. Molts usen cançons i ritus tradicionals de fonts tals com The Silver Bough i The Carmina Gadelica. És especialment una època per honrar a la deessa, en el seu aspecte de Brígida, i molts dels seus seguidors escullen aquesta època de l'any per executar rituals en el seu honor.

## Wicca

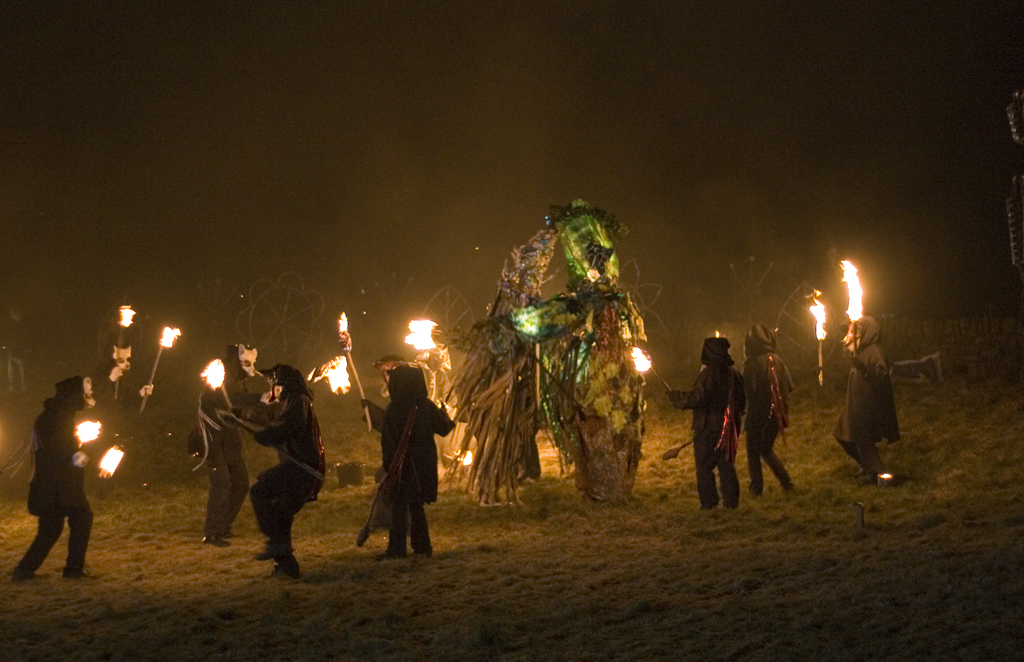
La celebració de l'Imbolc a Marsden, West Yorkshire, febrer de 2007.

En la Wicca se celebra una variació de l'Imbolc com un dels quatre festivals de foc, que formen part dels vuit aquelarres («sabbats») de la Roda de l'any. L'Imbolc se celebra entre Yule (solstici d'hivern) i Ostara (equinocci de primavera). El punt mitjà astrològic precís en l'hemisferi nord és quan el Sol aconsegueix quinze graus d'Aquari. En l'hemisferi sud, el començament de la primavera és en el punt mitjà de la constel·lació del Lleó. En la Wicca diánica, l'Imbolc (també conegut com a Candelària) és el temps tradicional per a les iniciacions. En altres estils de Wicca és moment per re-dedicacions i promeses per a l'any esdevenidor. Aquesta festivitat està relacionada també amb la llet, per la qual cosa és tradició menjar formatge i productes làctics, i beure llet.